# Saison 10 de NCIS : Enquêtes spéciales
Chronologie
Saison 9 Saison 11
Cet article présente le guide des épisodes de la dixième saison de la série télévisée américaine NCIS : Enquêtes spéciales (NCIS).

## Distribution

### Acteurs réguliers
- Mark Harmon (VF : Hervé Jolly) : Leroy Jethro Gibbs, chef d'équipe du NCIS
- Michael Weatherly (VF : Xavier Fagnon) : Anthony "Tony" DiNozzo Jr., agent spécial du NCIS
- Cote de Pablo (VF : Cathy Diraison) : Ziva David, agent spécial du NCIS
- Pauley Perrette (VF : Anne O'Dolan) : Abigail Sciuto, experte scientifique du NCIS
- Sean Murray (VF : Adrien Antoine) : Timothy McGee, agent spécial du NCIS
- Rocky Carroll (VF : Serge Faliu) : Leon Vance, directeur du NCIS
- David McCallum (VF : Michel Le Royer) : Donald Mallard, médecin légiste du NCIS

- Brian Dietzen (VF : Christophe Lemoine): Jimmy Palmer[1], médecin légiste assistant du NCIS

### Acteurs secondaires et invités
- Joe Spano : Tobias C. Fornell (épisodes 1, 9 et 24)
- Matt Craven : SecNav Clayton Jarvis (épisodes 1 et 12)
- Michael Nouri : Eli David (épisodes 1 et 11)
- Diane Neal : Agent du CGIS Abigail Borin (épisode 4)
- Ralph Waite : Jackson Gibbs (épisode 5)
- Billy Dee Williams : Leroy Jethro Moore[2] (épisode 5)
- Melinda McGraw : agent spécial de l'IRS Diane Sterling (ex-Gibbs ; ex-Fornell) (épisode 9)
- Robert Wagner (V. F. : Dominique Paturel) : Anthony DiNozzo Sr. (épisode 10)
- Paula Newsome : Jackie Vance (épisodes 11 et 12)
- Greg Germann (V. F. : Pierre Tessier) : Jerome Craig, Directeur adjoint du NCIS[3] (épisodes 12, 14 et 15)
- Brighton Sharbino : Abby Sciuto jeune[4] (épisode 13)
- Matt L. Jones: Ned Dorneget, jeune agent du NCIS (épisode 17)
- Jamey Sheridan : Amiral John McGee, père de Timothy[5] (épisode 19)
- Alan Dale : Tom Morrow, directeur-adjoint de la Sécurité Intérieure, ancien directeur du NCIS (épisodes 20 à 22 et 24)
- Marina Sirtis : Orli Elbaz, directrice du Mossad[6] (épisode 21)
- Colin Hanks : Richard Parsons, enquêteur auprès du ministère de la Défense[7] (épisodes 23 et 24)

## Production
La dixième saison, comporte 24 épisodes et est diffusée du 25 septembre 2012 au 14 mai 2013 en simultané sur CBS et Global.
En France les épisodes 1 à 9 ont été diffusés du 18 janvier 2013 au 15 mars 2013 sur M6. La suite de la saison est diffusée du 30 août 2013 au 23 décembre 2013.
Au Québec, la saison a été diffusée en rafale du 19 août 2013 au 14 septembre 2013 sur Historia.
Lors du premier épisode de cette saison, Brian Dietzen est crédité comme acteur principal, alors qu'il l'était jusqu'alors seulement en tant que personnage régulier.
Joe Spano, Robert Wagner et Alan Dale sont revenus en tant que récurrents dans un ou plusieurs épisodes de cette saison.
L'épisode 12 de la saison, réalise la meilleure audience de la série avec 22,86 millions de téléspectateurs. 

## Épisodes
Pour les titres francophones des épisodes, le titre français (de France) est inscrit en premier et le titre québécois en deuxième. Lorsqu'il n'y a qu'un seul titre, c'est que l'épisode a le même titre en France et au Québec.

### Épisode 1:Une solution radicale
- États-Unis /  Canada : 25 septembre 2012 sur CBS[8] / Global
- France : 18 janvier 2013 sur M6[9]
- Suisse : 24 janvier 2013 sur RTS Un
- Québec : 19 août 2013 sur Historia
- Belgique : sur RTL-TVI

- États-Unis : 20,48 millions de téléspectateurs[10] (première diffusion)
- Canada : 2,61 millions de téléspectateurs[11]
- France : 6,33 millions de téléspectateurs[12] (première diffusion)

- Matt Craven : SecNav Clayton Jarvis
- Richard Schiff : Harper Dearing
- Joe Spano : Agent du FBI Tobias Fornell (1/3)
- Michael Nouri : Eli David
- Roberta Hanlen : Joann Dearing
- Heather Stephens : Lorraine
- Javier Grajeda : Dr Kelly Whelan
- Jossie Thacker : Nurse Wanda Dupree

### Épisode 2:Le Chemin de la guérison
- États-Unis /  Canada : 2 octobre 2012 sur CBS / Global
- Suisse : 24 janvier 2013 sur RTS Un
- France : 25 janvier 2013 sur M6
- Québec : 20 août 2013 sur Historia

- États-Unis : 18,87 millions de téléspectateurs[13] (première diffusion)
- Canada : 2,43 millions de téléspectateurs[14]
- France : 5,58 millions de téléspectateurs (première diffusion ; 2e meilleure audience, derrière Koh-Lanta ; 20,9 % de pda*)[15]

- Steve Valentine : Miles Wolf
- Jessica Collins : Judy Ford
- Daniel Louis Rivas : Kyle Davis
- Robb Derringer : Jon Phelps
- Emily C. Chang : Phyllis Moss
- Anna Osceola : Aspirant Grace Watkins
- Larry Bagby : Craig Wilson
- Andrea C. Robinson : Midge Watkins
- Jeff Campanella : Employé de caisse

### Épisode 3:Phoenix
- États-Unis /  Canada : 9 octobre 2012 sur CBS / Global
- Suisse : 31 janvier 2013 sur RTS Un
- France : 1er février 2013 sur M6
- Québec : 21 août 2013 sur Historia

- États-Unis : 18,51 millions de téléspectateurs[16] (première diffusion)
- Canada : 2,36 millions de téléspectateurs[17]
- France : 5,33 millions de téléspectateurs (première diffusion ; 2e meilleure audience, derrière Koh-Lanta ; 19,9 % de pda*)[18]

- René Auberjonois : Dr Felix Blackwell
- Michael Des Barres : Del Finney
- Amanda Walsh : Ellen Roberts
- Shelley Robertson : Capitaine de la Navy Beverly Sharp
- Jim Hoffmaster : Administrateur

### Épisode 4:Top Gun
- États-Unis /  Canada : 23 octobre 2012 sur CBS / Global
- Suisse : 7 février 2013 sur RTS Un
- France : 8 février 2013 sur M6
- Québec : 22 août 2013 sur Historia

- États-Unis : 17,78 millions de téléspectateurs[19] (première diffusion)
- Canada : 2,42 millions de téléspectateurs[20]
- France : 5,63 millions de téléspectateurs (première diffusion)[21]

- Diane Neal : Agent du CGIS Abigail Borin
- Rick Worthy : Capitaine de la Navy Logan Doyle
- Bernard Curry : Shamus Quinn
- Linda Park : Lieutenant-officier du JAG Nora Patel
- Derek Ray : Capitaine de corvette David Hernandez
- Amy Stewart : Katie Happ
- Nondumiso Tembe : 1re classe Josie Sparks
- Chad Gall : Lieutenant de la Navy Hank Joplin
- Van Epperson : Pop
- Pamela Dunlap : Mom
- Cuyle Carvin : Capitaine de corvette Oliver Happ

### Épisode 5:La Médaille d'honneur
- États-Unis /  Canada : 30 octobre 2012 sur CBS / Global
- Suisse : 14 février 2013 sur RTS Un
- France : 15 février 2013 sur M6
- Québec : 23 août 2013 sur Historia

- États-Unis : 18,83 millions de téléspectateurs[22] (première diffusion)
- Canada : 2,57 millions de téléspectateurs[23]
- France : 5,62 millions de téléspectateurs (première diffusion)[24]

- Ralph Waite : Jackson Gibbs
- Billy Dee Williams : Leroy Jethro Moore
- Piter Marek : Vijay Chaya
- Brett Davern : Kris Taylor
- Jake Thomas : Alec Dell
- Debra Christofferson : Rita Gregg
- Edwin Hodge : Bodie
- Julie McNiven : Kim Taylor
- Jonathan Camp : Sergent de la marine 1re classe Colin Boxer
- Tierra Carlson : petite amie de Chaya

### Épisode 6:L'essentiel est invisible (1repartie)
- États-Unis /  Canada : 13 novembre 2012 sur CBS / Global
- Suisse : sur RTS Un
- France : 22 février 2013 sur M6
- Québec : 24 août 2013 sur Historia

- États-Unis : 17,05 millions de téléspectateurs[25] (première diffusion)
- Canada : 2,21 millions de téléspectateurs[26]
- France : 5,28 millions de téléspectateurs (première diffusion)[27]

- Brad Beyer : Capitaine de la Marine Joe Westcott
- Mark Rolston : George Westcott
- Glen Powell : Sergent de la Marine Evan Westcott
- David Hoflin : Randall J. Kersey
- Chris McGarry : Capitaine de corvette et docteur Peter Sanger
- Vinicius Machado : Sam Mathis
- Doris Morgado : Andrea Aldridge
- Hector Atreyu Ruiz : Premier-lieutenant Michael Torres

### Épisode 7:L'essentiel est invisible (2epartie)
- États-Unis /  Canada : 20 novembre 2012 sur CBS / Global
- France : 1er mars 2013 sur M6
- Québec : 26 août 2013 sur Historia

- États-Unis : 16,47 millions de téléspectateurs[28] (première diffusion)
- Canada : 2,17 millions de téléspectateurs[29]
- France : 5,24 millions de téléspectateurs (première diffusion)[30]

- Brad Beyer : Capitaine de la Marine Joe Westcott
- Mark Rolston : George Westcott
- Glen Powell : Sergent de la Marine Evan Westcott
- David Hoflin : Randall J. Kersey
- Chris McGarry : Capitaine de corvette et docteur Peter Sanger
- Matt Caplan : 2de classe Paul "McCartney" Patterson
- Alexandra Holden : Brooke Fenten
- Vinicius Machado : Sam Mathis
- Marc Anthony Samuel : 1re classe James Hall
- Tyler Ross : Adam Horne
- Minni Jo Mazzola : Jessie Cantrell
- Hector Atreyu Ruiz : Premier-lieutenant Michael Torres

- Lorsque le passé du suspect est évoqué par Tony, il est fait mention d'un joueur de flûte, ce qui est une référence au Joueur de flûte de Hamelin.
- Un témoin compare une jeune femme aux cheveux bleus et qui aide parfois le suspect à Marge Simpson.
- Lorsque le capitaine Westcott reparle des suites de sa première venue chez son subordonné surnommé McCartney lorsqu'il revient chez ce dernier, il déclare qu'il est plus taré que Forrest Gump, le protagoniste du film du même nom.

### Épisode 8:Disparue
- États-Unis /  Canada : 27 novembre 2012 sur CBS / Global
- France : 8 mars 2013 sur M6
- Québec : 27 août 2013 sur Historia

- États-Unis : 19,76 millions de téléspectateurs[31] (première diffusion)
- Canada : 2,30 millions de téléspectateurs[32]
- France : 5,31 millions de téléspectateurs (première diffusion)[33]

- Alex Kingston : Miranda Pennebaker
- Kirsten Prout : Lydia Wade
- Blake Robbins : Commandant de la Navy Scott Martin
- Jenny Cooper : Connie Martin
- Kyle Davis : John Diesel' Stevens
- Drew Powell : Fred Hadley
- Joey Oglesby : Merle Axelrod
- Wiley Pickett : Capitaine de la Navy David Wade
- Madison McLaughlin : Rosie Martin
- Alexa Fischer : Commandant de la Navy Jennifer Wade
- Jim Holmes : Edgar Hayes
- Pat Lentz : Ginny Daniels
- Jack Axelrod : Shmeil Pinkhas
- Anita Kalathara : lycéen n°1
- James Coholan : lycéen n°2

- L'agent Tobias C. Fornell et Anthony DiNozzo Sr. sont mentionnés dans cet épisode.
- Le directeur du NCIS, Leon Vance, n'apparaît pas dans cet épisode.

### Épisode 9:Trio de choc
- États-Unis /  Canada : 11 décembre 2012 sur CBS / Global
- France : 15 mars 2013 sur M6
- Québec : 28 août 2013 sur Historia

- États-Unis : 17,65 millions de téléspectateurs[34] (première diffusion)
- Canada : 2,41 millions de téléspectateurs[35]
- France : 4,09 millions de téléspectateurs[36] (première diffusion)

- Joe Spano : Agent du FBI T.C. Fornell (2/3)
- Melinda McGraw : Agent spécial de l'IRS Diane Sterling, ex-femme de Gibbs et Fornell
- Danny Nucci : Gordon Fremont
- Colby French : Viggo Kiln/ homme ivre
- Will Beinbrink : Oliver Lambert
- J. Downing : Avis Boyle
- Trevor Torseth : Al Parker
- Noree Victoria : invitée
- Brendan Bradley : invité

### Épisode 10:L'Étrange Noël de M. DiNozzo
- États-Unis /  Canada : 18 décembre 2012 sur CBS / Global
- Québec : 29 août 2013 sur Historia
- France : 30 août 2013 sur M6

- États-Unis : 19,59 millions de téléspectateurs[37] (première diffusion)
- Canada : 2,73 millions de téléspectateurs[38]
- France : 4,86 millions de téléspectateurs[39] (Première diffusion)

- Robert Wagner : Anthony DiNozzo, Sr.
- Danielle Bisutti : Agent spécial des services secrets Ashley Winter
- Rose Rollins : Navy Lieutenant Commander Megan Huffner
- David Dean Bottrell : Directeur-adjoint des opérations Donald Linder
- Joe O'Connor : Pat Gillespie
- Diane Robin : Jennifer
- Devin McGinn : Stewart Dorfman
- Ted Baker : Lieutenant de la Marine Joe Baker

- C'est la première fois que nous voyons l'intérieur de l'appartement de Tony.
- Le poisson de Tony s'appelle Kate, en référence à sa défunte partenaire Caitlin Todd.

### Épisode 11:Shabbat Shalom
- États-Unis /  Canada : 8 janvier 2013 sur CBS / Global
- Québec : 30 août 2013 sur Historia
- France : 13 septembre 2013 sur M6

- États-Unis : 21,11 millions de téléspectateurs[40] (première diffusion)
- Canada : 2,31 millions de téléspectateurs[41]
- France : 4,36 millions de téléspectateurs[42] (Première diffusion)

- Michael Nouri : directeur du Mossad Eli David
- Paula Newsome : Jackie Vance
- Nasser Faris : Arash Kazmi
- Scott MacArthur : Petty Officer seconde classe Luke Grismer
- Cameron Watson : Rany
- Joe Martin Thomas : Petty Officer troisième classe Dion Kelso (Second Maître)
- Mateus Ward : Austin
- Ryan Locke : Roland James
- Bryan Lugo : Petty Officer troisième classe Bruce Smith
- Russell Pitts : Petty Officer troisième classe Judd Norwood
- Brent Chase : Petty Officer troisième classe Nathan Thomas
- Jack Axelrod : Shmeil Pinkhas

- Le petty Officer de 3e et 2e classe correspond en marine française au second maître.
- On apprend qu'Abby a déjà accompli une mission sous couverture. Cette mission en question fut lors de l'épisode 9 de la saison 2.
- Eli David et Jackie Vance meurent dans cet épisode.
- L'agent spécial Ned Dorneget est mentionné dans cet épisode.

### Épisode 12:Shiva
- États-Unis /  Canada : 15 janvier 2013 sur CBS / Global
- Québec : 31 août 2013 sur Historia
- France : 20 septembre 2013 sur M6

- États-Unis : 22,86 millions de téléspectateurs[43] (première diffusion)
- Canada : 2,45 millions de téléspectateurs[44]
- France : 4,64 millions de téléspectateurs[45] (Première diffusion)

- Matt Craven : Secrétaire de la Marine
- Oded Fehr : Directeur-adjoint du Mossad Ilan Bodnar
- Greg Germann : Directeur-adjoint du NCIS Jerome Craig
- Nasser Faris : Arash Kazmi
- Forry Smith : Duane Gustafson
- Jack Axelrod : Shmeil Pinkhas
- Georgia Hatzis : Gavriela Adel
- Akinsola Aribo : Jared Vance
- Kiara Muhammad : Kayla Vance
- Gabi Coccio : Ziva David âgée de 13 ans
- Ben Morrison : Eli David, jeune
- Kim Estes : Ministre
- Ryan Locke : Roland Ames
- Paula Newsome : Jackie Vance
- Zuanna Sherman : Garde du corps

### Épisode 13:Les Conséquences de nos actes
- États-Unis /  Canada : 29 janvier 2013 sur CBS / Global
- Québec : 2 septembre 2013 sur Historia
- France : 20 septembre 2013 sur M6

- États-Unis : 22,07 millions de téléspectateurs[47] (première diffusion)
- Canada : 2,59 millions de téléspectateurs[48]
- France : 4,73 millions de téléspectateurs[49] (Première diffusion)

- Brighton Sharbino : Abby Sciuto jeune
- Michael McGrady : Walter Dunn
- Ed Kerr : Scott Cutwright
- Michelle Clunie : Meredith Dunn
- Robert Catrini : Jake Ford
- Drew Rausch : Brandon Singer
- Melody Butiu : Patricia Richert
- Sy Richardson : Lester
- Richard Balin : Marty
- Michael Eaddy : père de Ricki
- Judith Drake : Delores
- Cole Sand : Luca Sciuto jeune
- Corinne Massiah : Ricki Evans

- L'agent spécial Ned Dorneget est mentionné dans cet épisode.
- Leon Vance interprété par Rocky Carroll n'apparaît pas dans cet épisode.

### Épisode 14:De la vieille école
- États-Unis /  Canada : 5 février 2013 sur CBS / Global
- Québec : 3 septembre 2013 sur Historia
- France : 27 septembre 2013 sur M6

- États-Unis : 21,79 millions de téléspectateurs[50] (première diffusion)
- Canada : 2,61 millions de téléspectateurs[51]
- France : 4,74 millions de téléspectateurs[52] (Première diffusion)

- Greg Germann : Directeur-adjoint du NCIS Jerome Craig
- Vik Sahay : Ajay Khan
- Ethan Rains : Administrateur des systèmes du NCIS Kevin Hussein
- Russell Richardson : Sergent Chad Spooner
- Stacey Hinnen : Chauffeur livreur
- Geoffrey Wade : Général de brigade de l'Air Force Jack Mandrake
- Johnny Kostrey : Chef d'équipe de l'Air Force

### Épisode 15:Et après...
- États-Unis /  Canada : 19 février 2013 sur CBS / Global
- Québec : 4 septembre 2013 sur Historia
- France : 4 octobre 2013 sur M6
- Belgique : 11 décembre 2013 sur RTL-TVI

- États-Unis : 21,08 millions de téléspectateurs[53] (première diffusion)
- Canada : 2,33 millions de téléspectateurs[54]
- France : 4,78 millions de téléspectateurs[55] (Première diffusion)

- Greg Germann : Directeur-adjoint du NCIS Jerome Craig
- Jeff Denton : Marine C.O. Captain Jonah Ellis
- Joseph Fuhr : 1re classe David Holland
- Peter Navy Tuiasosopo : Charles "Chucky Bang" Kang
- Reiley McClendon : Marine Private Brad Sykes
- Kelly E. Smith : Emily Miller
- Frantz Turner : Abe Mathison
- Pat Asanti : Ruben Williams
- Kiara Muhammad : Kayla Vance
- Akinsola Aribo : Jared Vance

### Épisode 16:Autopsie d'un crime
- États-Unis /  Canada : 26 février 2013 sur CBS / Global
- Québec : 5 septembre 2013 sur Historia
- France : 11 octobre 2013 sur M6
- Belgique : 11 décembre 2013 sur RTL-TVI

- États-Unis : 20,69 millions de téléspectateurs[56] (première diffusion)
- Canada : 2,85 millions de téléspectateurs[57]
- France : 4,62 millions de téléspectateurs[58] (Première diffusion)

- Valerie Cruz : Anna
- Robert Gant : Mike Dunkel
- Ricky Whittle : Lincoln
- Joe Reegan : Marcus
- JoNell Kennedy : Commandant de la Marine Lisa Cleveland
- Peter Breitmayer : Dwight Romano
- Valerie Wildman : Valerie Kordish
- Brent McGregor : Rodney Romano

### Épisode 17:Le Tueur à la rose fanée
- États-Unis /  Canada : 5 mars 2013 sur CBS / Global
- Québec : 6 septembre 2013 sur Historia
- France : 18 octobre 2013 sur M6
- Belgique : 18 décembre 2013 sur RTL-TVI

- États-Unis : 20,81 millions de téléspectateurs[60] (première diffusion)
- Canada : 2,49 millions de téléspectateurs[61]
- France : 5,00 millions de téléspectateurs[62] (Première diffusion)

- Matt L. Jones : Agent Ned Dorneget
- Mathew St. Patrick : Détective de la police métropolitaine Quinton Shard
- Keir O'Donnell : Ramsey Boone
- Paul Cassell : Bart Crowley
- Jay Acovone : Frankie Dean
- Derek Magyar : Cameron Dean
- Andrea Bogart : Melissa Tourney
- Dio Johnson : Caporal Douglas Alexander
- Jamie Hill : Chloe Chandler

### Épisode 18:Chien de guerre
- États-Unis /  Canada : 19 mars 2013 sur CBS / Global
- Québec : 7 septembre 2013 sur Historia
- France : 25 octobre 2013 sur M6
- Belgique : 18 décembre 2013 sur RTL-TVI

- États-Unis : 19,79 millions de téléspectateurs[63] (première diffusion)
- Canada : 2,73 millions de téléspectateurs[64]
- France : 4,46 millions de téléspectateurs[65] (Première diffusion)

- Kelli Barrett : Ruby Lemere
- Billy Smith : Jim Virgil
- Michael Wiseman : Chet Tyber
- Graham Beckel : Norman Pittorino
- Michael Grant Terry : Sergent de la Marine Ted Lemere
- Linara Washington : Lara Morgan
- Sterling Jones : Capitaine de la Marine Dale Martens
- Sarah Hagan : Sandy
- Aaron Jaeger : Caporal de la Marine David Ryan
- Carole Gutierrez : Femme
- Lucy Davenport : Maria
- Lee Broda : Mère afghane
- Noble Tabibian : Garçon du Moyen-Orient n°1
- Miles Mendelsohn : Garçon du Moyen-Orient n°2

### Épisode 19:La Gloire de mon père
- États-Unis /  Canada : 26 mars 2013 sur CBS / Global
- Québec : 9 septembre 2013 sur Historia
- France : 8 novembre 2013 sur M6
- Belgique : 8 janvier 2014 sur RTL-TVI

- États-Unis : 18,62 millions de téléspectateurs[66] (première diffusion)
- Canada : 2,26 millions de téléspectateurs[67]
- France : 5,10 millions de téléspectateurs[68] (Première diffusion)

- Jamey Sheridan : Amiral de la Marine John McGee
- Joel Gretsch : Agent spécial du NCIS Stan Burley
- Reggie Austin : Lieutenant de la Marine Carlton Mane
- Russell Sams : 2de classe Daniel Graves
- Zane Holtz : 3e classe Kevin Wyeth
- Cooper Thornton : Capitaine de la marine Peter Vandevere
- Ser'Darius Blain : grand joueur
- Jesse Carere]] : Matelot Eric Landis
- Fernando Rivera : Matelot Mark Forrest
- Braxton Beckham : Adam Tepper
- Josh Rubenstein : Météorologiste de WJGZ Josh Rosen
- Jackie Johnson : Météorologiste de ZNN Chelsea Mills
- Luke White : Ambulancier

### Épisode 20:En Chasse
- États-Unis /  Canada : 9 avril 2013 sur CBS / Global
- Québec : 10 septembre 2013 sur Historia
- France : 22 novembre 2013 sur M6
- Belgique : 8 janvier 2014 sur RTL-TVI

- États-Unis : 17,22 millions de téléspectateurs[69] (première diffusion)
- Canada : 2,03 millions de téléspectateurs[70]
- France : 4,54 millions de téléspectateurs[71] (Première diffusion)

- Sophina Brown : Kelly Daniels
- Lourdes Benedicto : Rebecca Titus
- Brian Leckner : Ben
- Arron Shiver : Landers Orton
- Alan Dale : Tom Morrow, directeur-adjoint de la Sécurité Intérieure, ex-directeur du NCIS 1/4

### Épisode 21:Berlin
- États-Unis /  Canada : 23 avril 2013 sur CBS / Global
- Québec : 11 septembre 2013 sur Historia
- France : 29 novembre 2013 sur M6
- Belgique : 15 janvier 2014 sur RTL-TVI

- États-Unis : 17,33 millions de téléspectateurs[72] (première diffusion)
- Canada : 2,16 millions de téléspectateurs[73]
- France : 5,20 millions de téléspectateurs[74] (Première diffusion)

- Oded Fehr : Ilan Bodnar
- Alan Dale : Tom Morrow, directeur de la sécurité intérieure 2/4
- Marina Sirtis : Orli Elbaz
- Iddo Goldberg : Yaniv Bodnar
- Damon Dayoub : Adam Eshel
- Weronika Rosati : Rivka David
- Dove Meir : Amir Mantel
- Ben Morrison : Eli David, jeune
- Gabi Coccio : Ziva David, jeune
- Willem Van Der Vegt : Edward Kraus

### Épisode 22:Vendetta
- États-Unis /  Canada : 30 avril 2013 sur CBS / Global
- Québec : 12 septembre 2013 sur Historia
- France : 6 décembre 2013 sur M6
- Belgique : 15 janvier 2014 sur RTL-TVI

- États-Unis : 18,29 millions de téléspectateurs[75] (première diffusion)
- Canada : 2,42 millions de téléspectateurs[76]
- France : 4,90 millions de téléspectateurs[77] (Première diffusion)

- Oded Fehr : Ilan Bodnar
- Alan Dale : Tom Morrow, directeur de la sécurité intérieure 3/4

### Épisode 23:Chasse aux sorcières (1repartie)
- États-Unis /  Canada : 7 mai 2013 sur CBS / Global
- Québec : 13 septembre 2013 sur Historia
- France : 13 décembre 2013 sur M6
- Belgique : 22 janvier 2014 sur RTL-TVI

- États-Unis : 17,56 millions de téléspectateurs[78] (première diffusion)
- Canada : 2,13 millions de téléspectateurs[79]
- France : 4,42 millions de téléspectateurs[80] (Première diffusion)

- Colin Hanks : inspecteur général du département de la Défense des États-Unis Richard Parsons
- Sean Marquette : quartier-maître Evan Lowry

### Épisode 24:Chasse aux sorcières (2epartie)
- États-Unis /  Canada : 14 mai 2013 sur CBS[81] / Global
- Québec : 14 septembre 2013 sur Historia
- France : 20 décembre 2013 sur M6
- Belgique : 22 janvier 2014 sur RTL-TVI

- États-Unis : 18,79 millions de téléspectateurs[82] (première diffusion)
- Canada : 2,21 millions de téléspectateurs[83]
- France : 4,52 millions de téléspectateurs[84] (Première diffusion)

- Colin Hanks : inspecteur général du département de la Défense des États-Unis Richard Parsons
- Muse Watson : Mike Franks
- John M. Jackson : contre-amiral AJ Chegwidden
- Stephanie Leroy : Maggie Franks
- Alan Dale : Tom Morrow, directeur de la sécurité intérieure 4/4
- Joe Spano : Tobias Fornell 3/3

- Second cross-over avec JAG avec le personnage d'AJ Chegwidden.

## Audiences

### Aux États-Unis
L'audience moyenne est de 19,34 millions de téléspectateurs par épisode. La série demeure ainsi la plus regardée aux États-Unis pour la quatrième saison consécutive,.

### Au Canada anglophone
- La moyenne de cette saison est d’environ 2,41 millions de téléspectateurs[Note 1].

#### Données détaillées
| Numéro épisode | Titre original         | Diffuseur | Date de diffusion originale (2012-2013) | Heure         | Audience (en téléspectateurs) | Classement soirée | Classement semaine |
| -------------- | ---------------------- | --------- | --------------------------------------- | ------------- | ----------------------------- | ----------------- | ------------------ |
| 1              | Extreme Prejudice      | Global    | Mardi 25 septembre 2012                 | 20h00 HE / HP | 2 610 000                     | 1                 | 5                  |
| 2              | Recovery               | Global    | Mardi 2 octobre 2012                    | 20h00 HE / HP | 2 428 000                     | 1                 | 4                  |
| 3              | Phoenix                | Global    | Mardi 9 octobre 2012                    | 20h00 HE / HP | 2 357 000                     | 1                 | 4                  |
| 4              | Lost at Sea            | Global    | Mardi 23 octobre 2012                   | 20h00 HE / HP | 2 418 000                     | 1                 | 4                  |
| 5              | Namesake               | Global    | Mardi 30 octobre 2012                   | 20h00 HE / HP | 2 570 000                     | 1                 | 4                  |
| 6              | Shell Shock (partie 1) | Global    | Mardi 13 novembre 2012                  | 20h00 HE / HP | 2 213 000                     | 1                 | 4                  |
| 7              | Shell Shock (partie 2) | Global    | Mardi 20 novembre 2012                  | 20h00 HE / HP | 2 170 000                     | 1                 | 6                  |
| 8              | Gone                   | Global    | Mardi 27 novembre 2012                  | 20h00 HE / HP | 2 300 000                     | 1                 | 4                  |
| 9              | Devil's Trifecta       | Global    | Mardi 11 décembre 2012                  | 20h00 HE / HP | 2 408 000                     | 1                 | 3                  |
| 10             | You Better Watch Out   | Global    | Mardi 18 décembre 2012                  | 20h00 HE / HP | 2 727 000                     | 1                 | 1                  |
| 11             | Shabbat Shalom         | Global    | Mardi 8 janvier 2013                    | 20h00 HE / HP | 2 314 000                     | 1                 | 4                  |
| 12             | Shiva                  | Global    | Mardi 15 janvier 2013                   | 20h00 HE / HP | 2 450 000                     | 1                 | 2                  |
| 13             | Hit and Run            | Global    | Mardi 29 janvier 2013                   | 20h00 HE / HP | 2 592 000                     | 1                 | 4                  |
| 14             | Canary                 | Global    | Mardi 5 février 2013                    | 20h00 HE / HP | 2 608 000                     | 1                 | 3                  |
| 15             | Hereafter              | Global    | Mardi 19 février 2013                   | 20h00 HE / HP | 2 329 000                     | 1                 | 5                  |
| 16             | Detour                 | Global    | Mardi 26 février 2013                   | 20h00 HE / HP | 2 847 000                     | 1                 | 1                  |
| 17             | Prime Suspect          | Global    | Mardi 5 mars 2013                       | 20h00 HE / HP | 2 493 000                     | 1                 | 3                  |
| 18             | Seek                   | Global    | Mardi 19 mars 2013                      | 20h00 HE / HP | 2 731 000                     | 1                 | 1                  |
| 19             | Squall                 | Global    | Mardi 26 mars 2013                      | 20h00 HE / HP | 2 257 000                     | 1                 | 2                  |
| 20             | Chasing Ghosts         | Global    | Mardi 9 avril 2013                      | 20h00 HE / HP | 2 030 000                     | 1                 | 6                  |
| 21             | Berlin                 | Global    | Mardi 23 avril 2013                     | 20h00 HE / HP | 2 155 000                     | 1                 | 5                  |
| 22             | Revenge                | Global    | Mardi 30 avril 2013                     | 20h00 HE / HP | 2 420 000                     | 1                 | 2                  |
| 23             | Double Blind           | Global    | Mardi 7 mai 2013                        | 20h00 HE / HP | 2 128 000                     | 2                 | 4                  |
| 24             | Damned If You Do       | Global    | Mardi 14 mai 2013                       | 20h00 HE / HP | 2 213 000                     | 1                 | 4                  |